# Černošice (železniční zastávka)
Černošice jsou železniční zastávka, která se nachází ve městě Černošice v okresu Praha-západ ve Středočeském kraji. Zastávka leží v leží v km 14,152 dvoukolejné elektrizované celostátní dráze Praha – Beroun – Plzeň, která je součástí 3. tranzitního železničního koridoru.

## Popis
V zastávce jsou dvě nástupiště. Nástupiště u první koleje má délku 206 m, u druhé koleje 237 m. Obě nástupiště jsou rozdělena železničním přejezdem v km 14,089. Výška nástupní hran je u obou nástupišť 300 mm. Přístup cestujících na nástupiště umožňuje podchod. Z nástupiště u první koleje se vchází do vestibulu s osobní pokladnou.

## Přeprava
Na zastávce zastavují vlaky osobní přepravy kategorie osobní vlak (Os) na lince S7 v systému integrovaného dopravního systému PID. Tyto vlaky provozuje dopravce České dráhy. Vlaky vyšší kvality a vyšší kategorie v zastávce nezastavují, pouze projíždějí.
Na zastávce se nachází čekárna, označovač jízdenek, nádražní knihovna a pokladna. Dále se zde nachází staniční personál.

## Zajímavost
Na zastávce se nachází jedna historická budova, která byla postavena při zahájení provozu.[zdroj?] Správa železniční dopravní cesty chtěla historickou budovu z 20. století zbourat. Po rekonstrukci tratě v úseku Černošice - Odb. Berounka projde zastávka velkou rekonstrukcí a historická budova bude zachována. Kvůli bezpečnosti mají být zrušeny oba přejezdy v Černošicích.

## Galerie

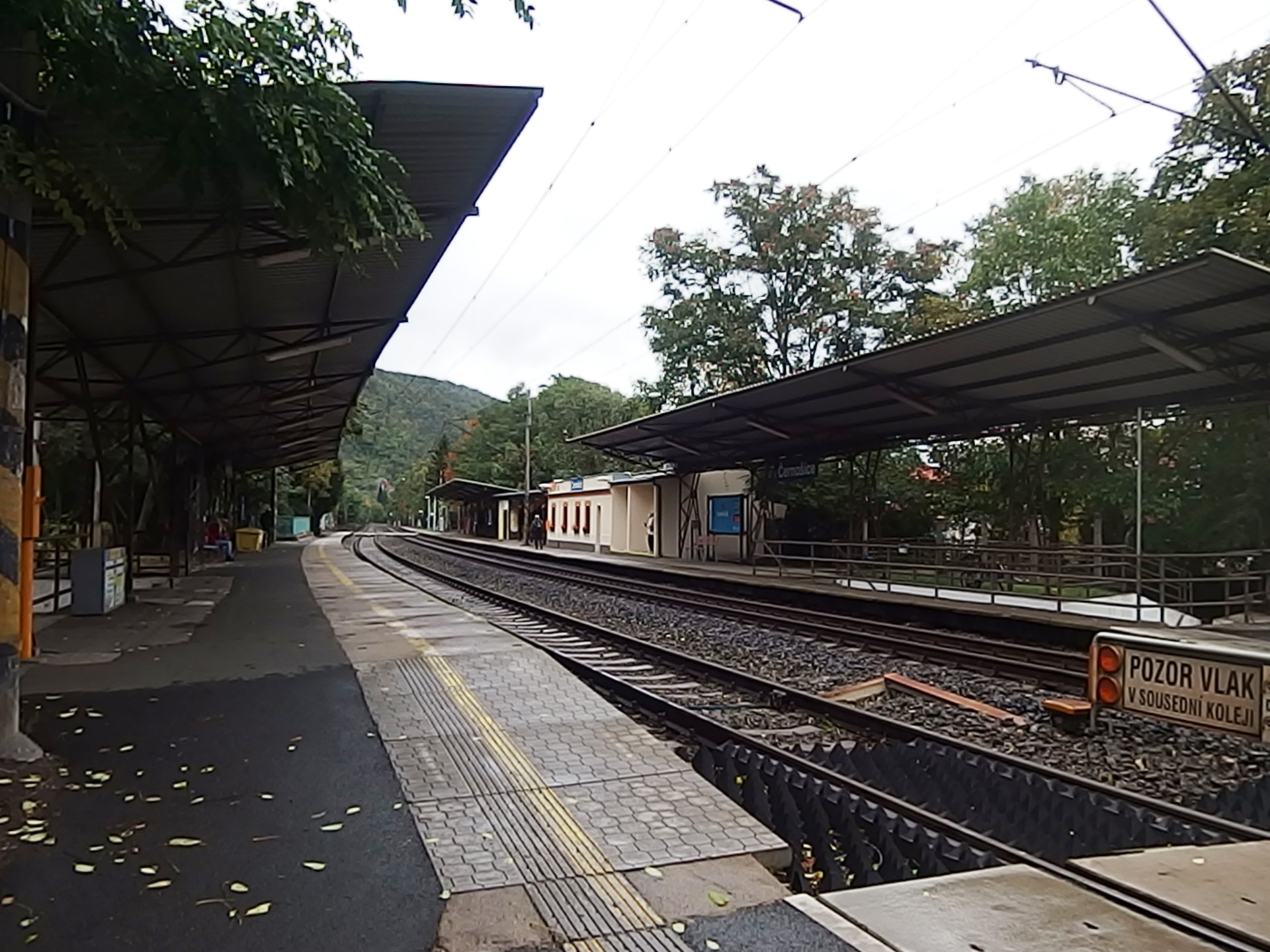
Pohled na zastávku ze železničního přejezdu
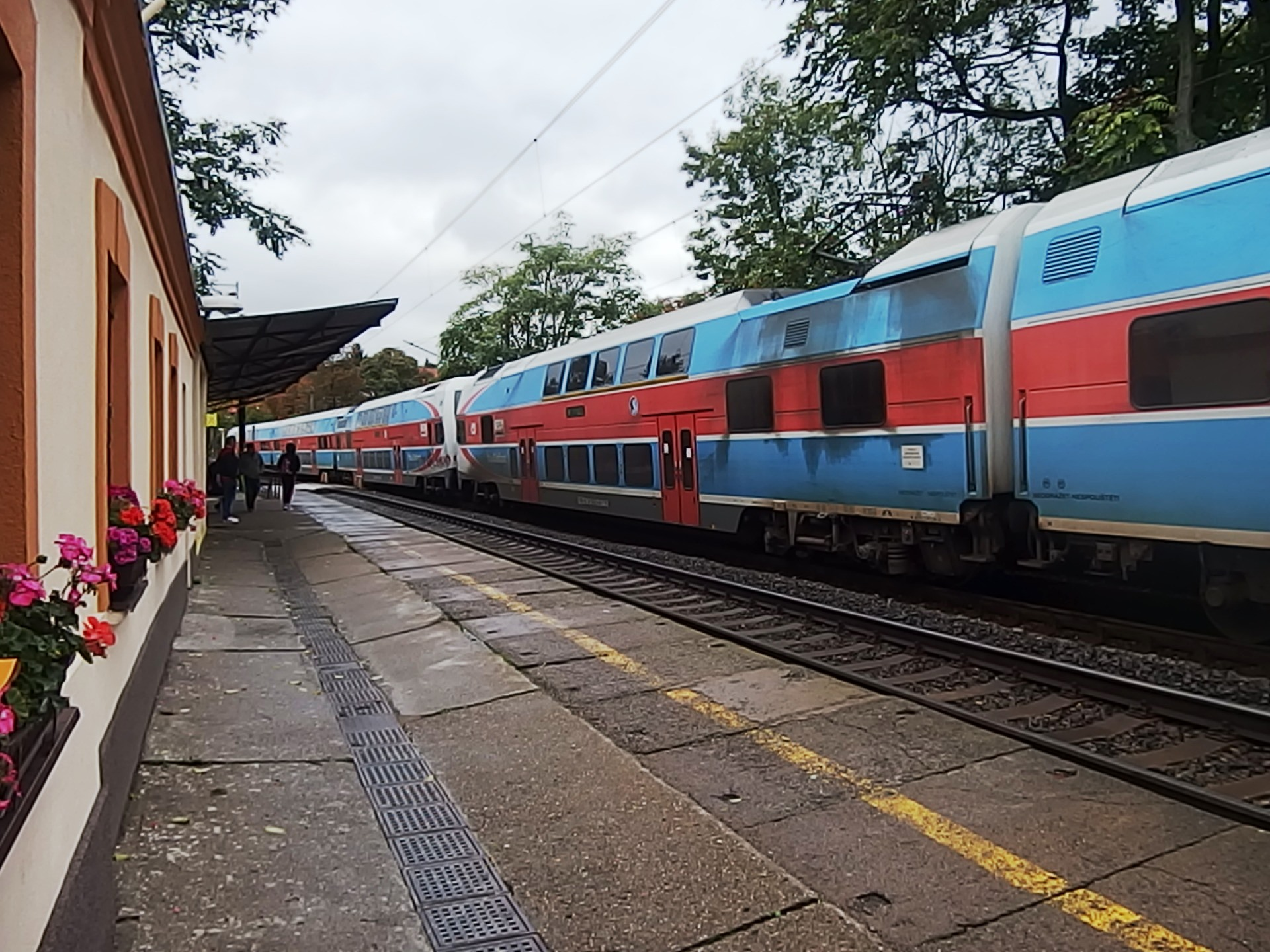
Jednotka CityElefant u opravené nádražní budovy
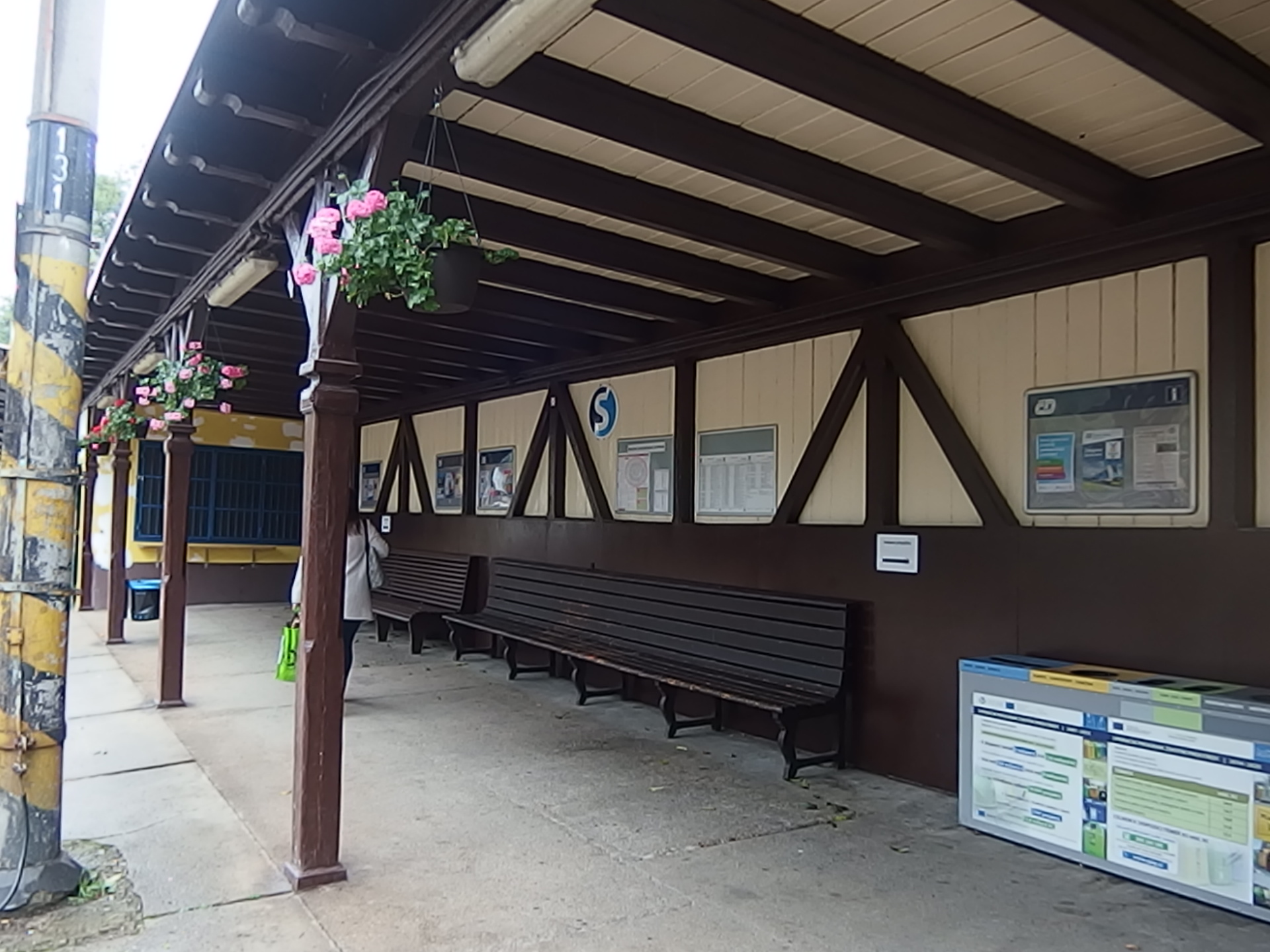
Přístřešek
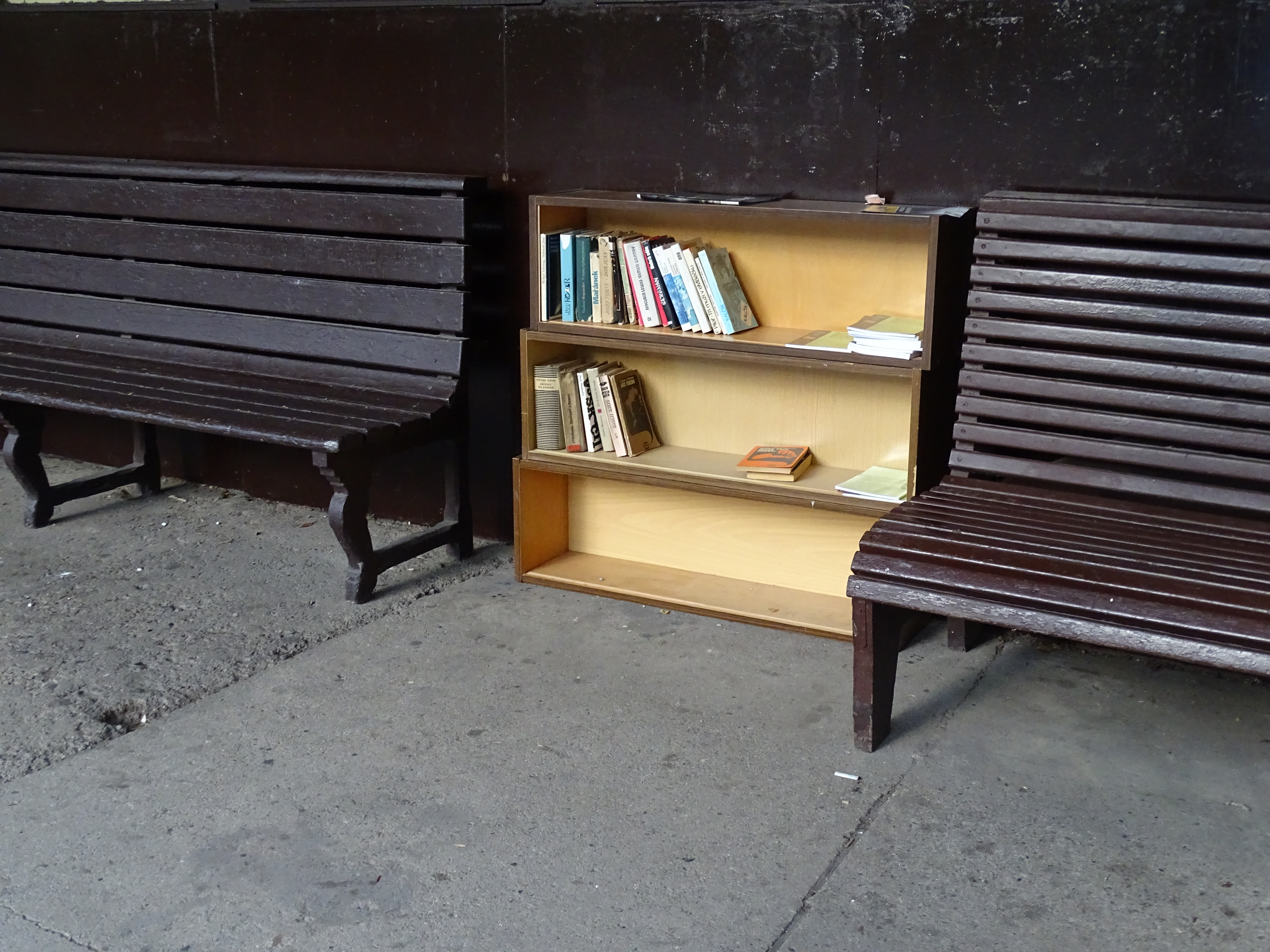
Nádražní knihovna
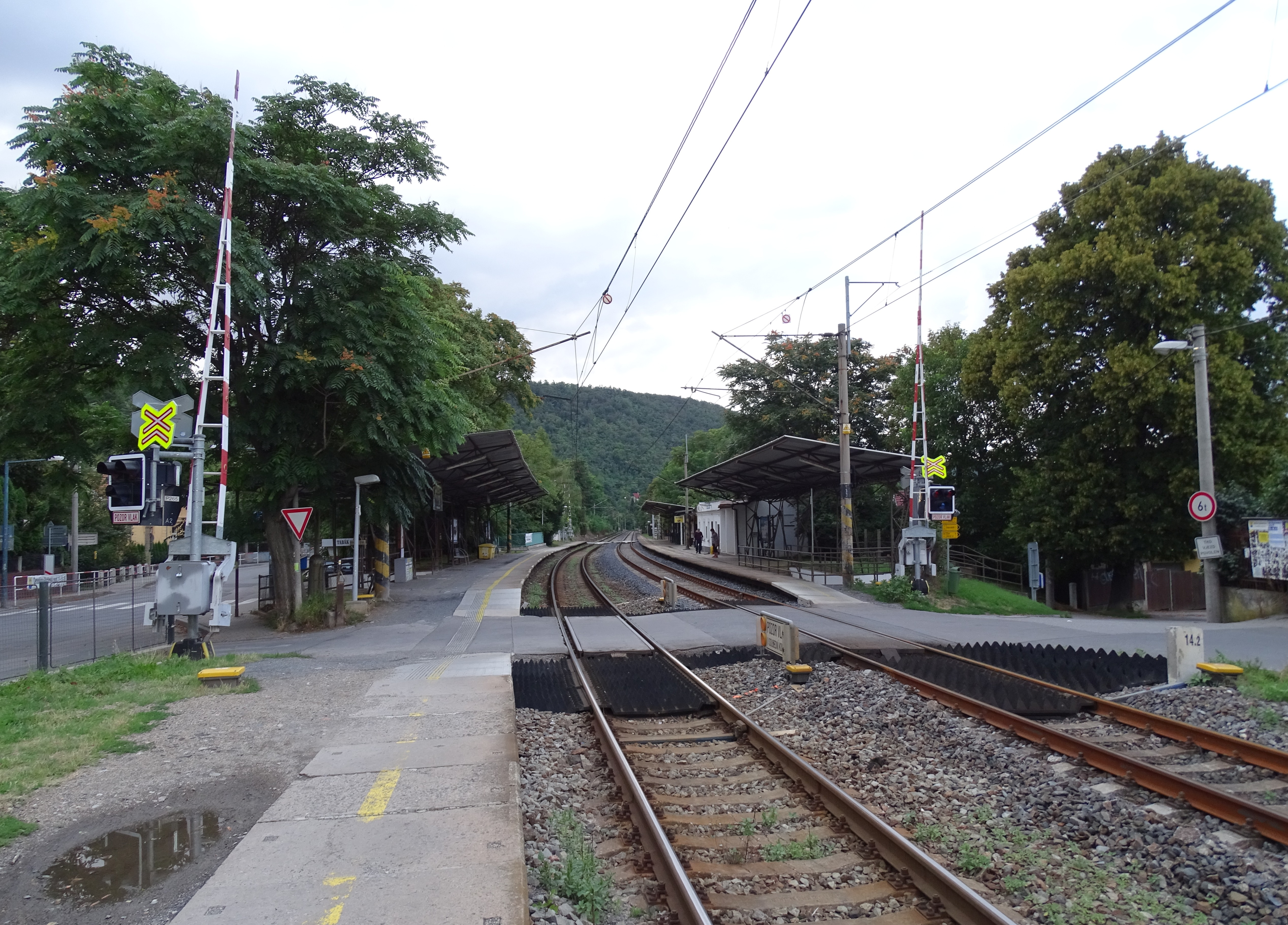
Pohled na zastávku z dálky
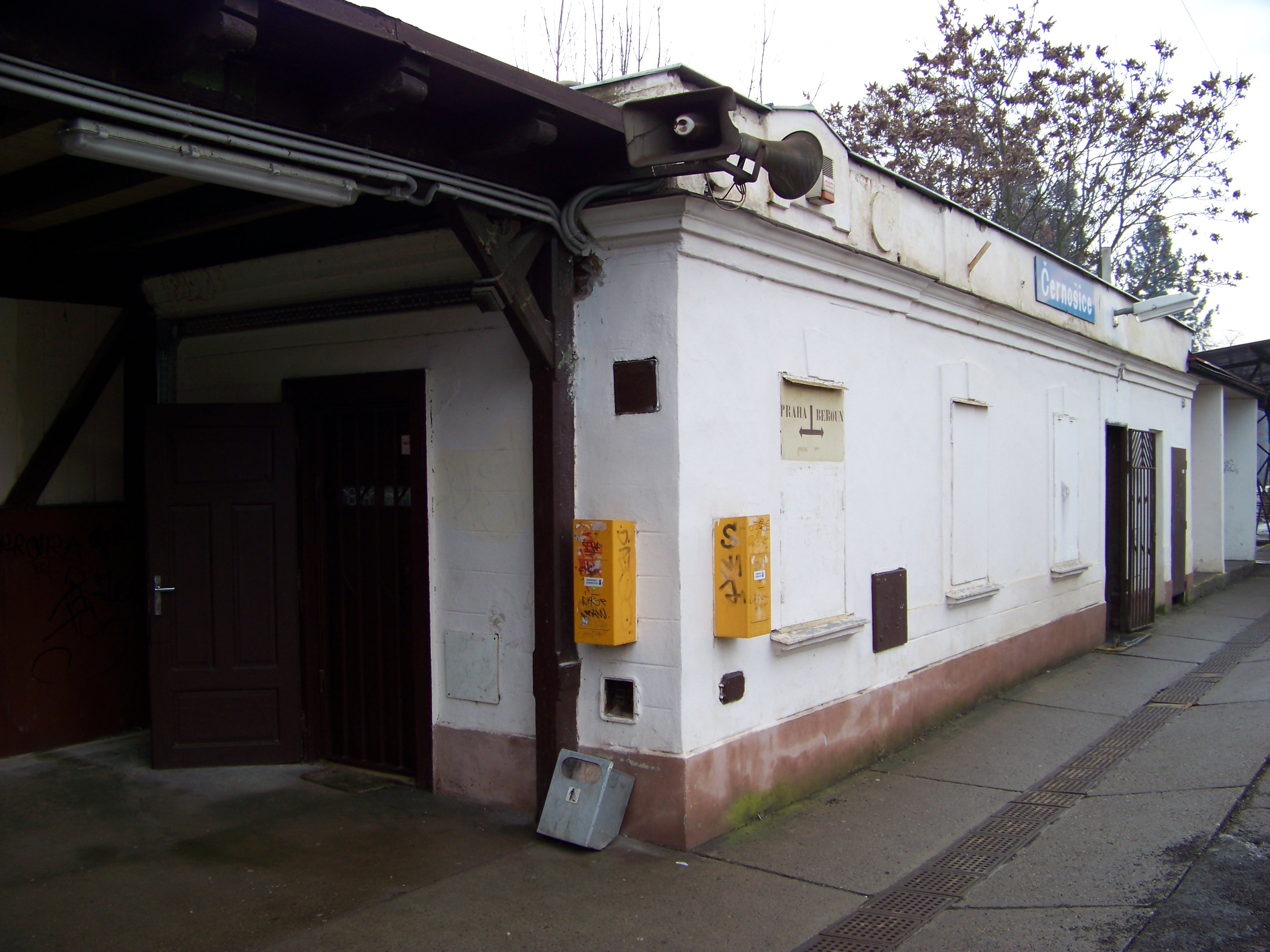
Budova před rekonstrukcí
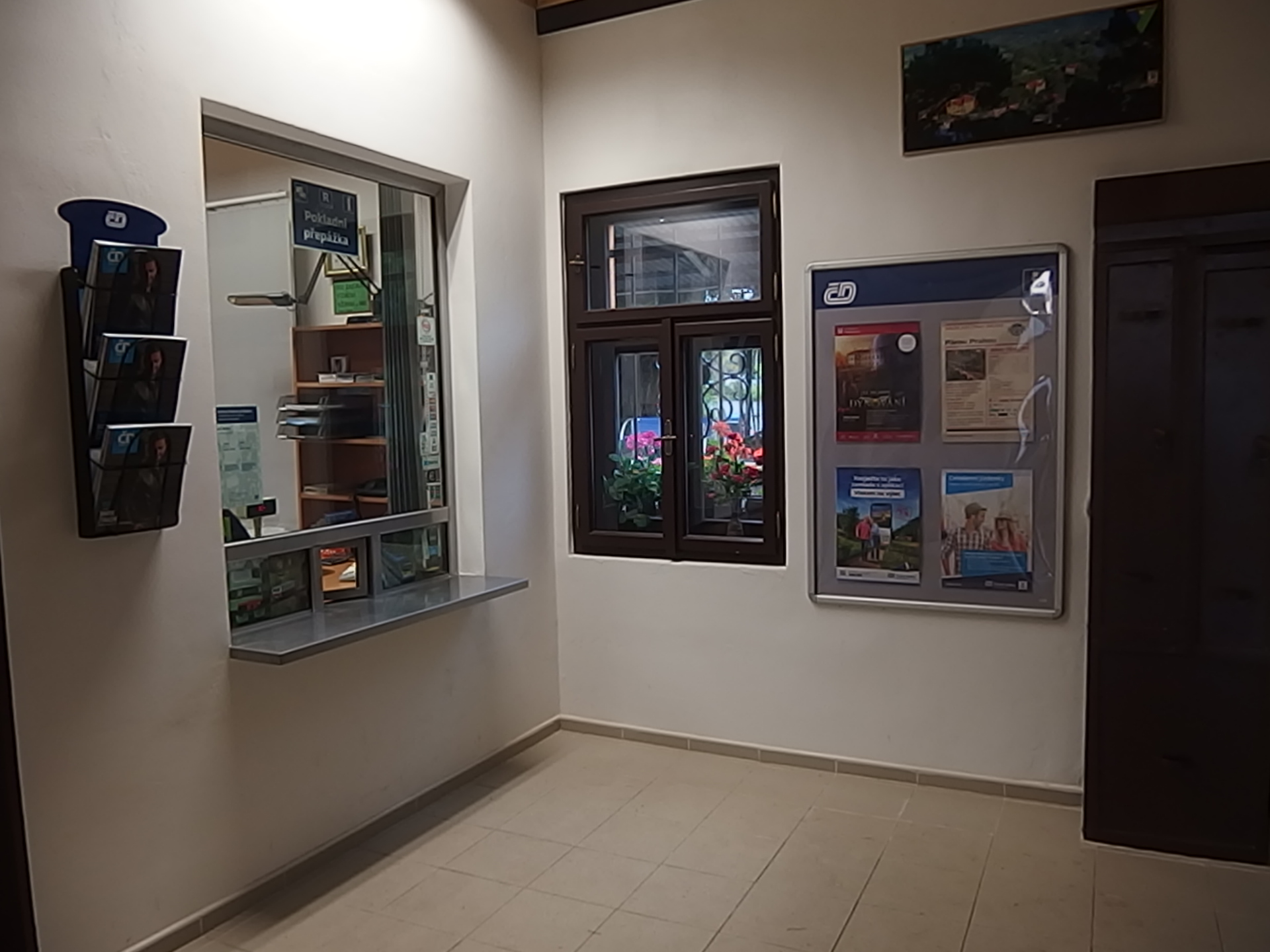
Pokladna a prostor pro cestující